# M Leuven

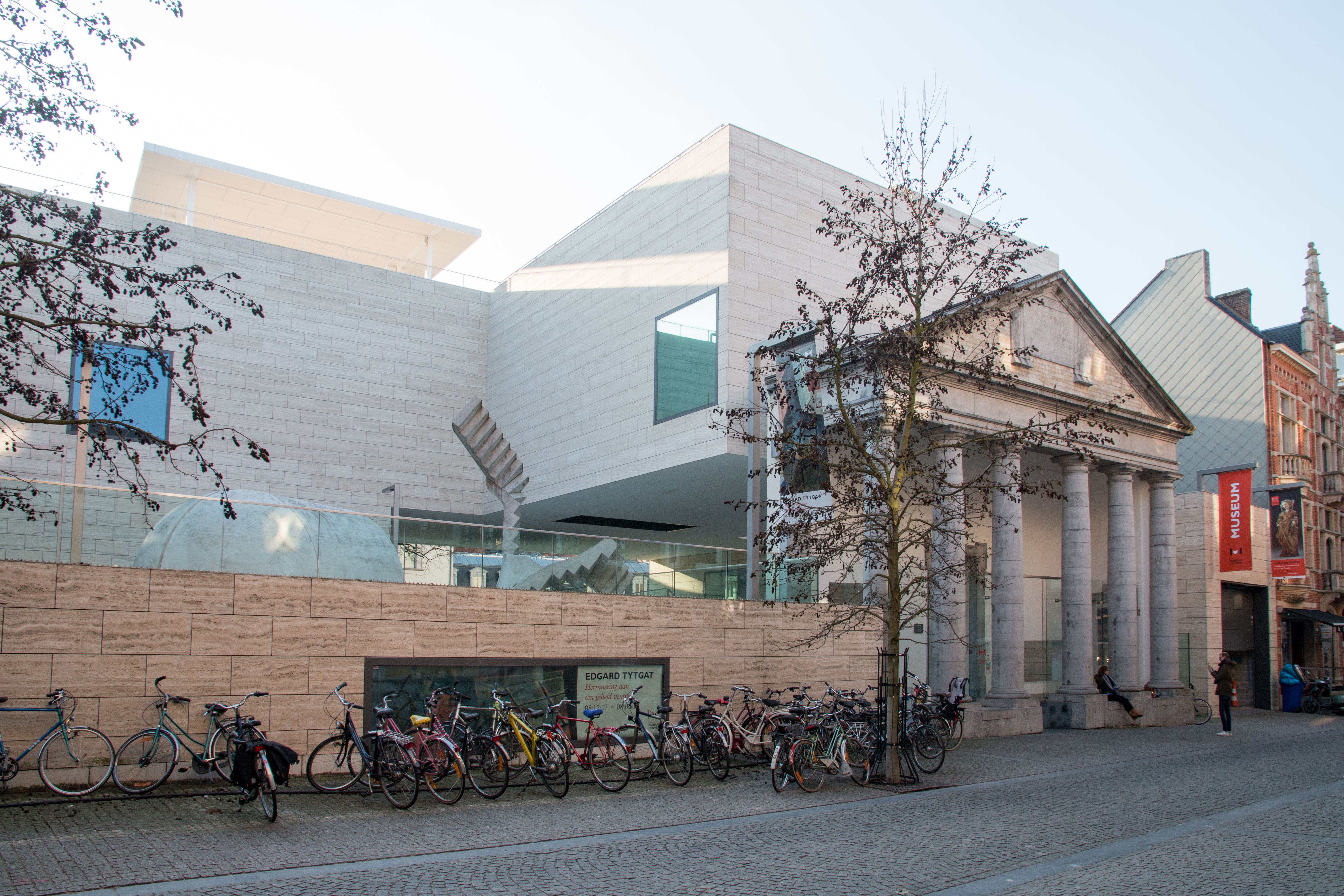
M Leuven

M Leuven is een museum in de Leuvense binnenstad, op de locatie van het vroegere stedelijk museum Vander Kelen-Mertens. Het museum beschikt over een eigen collectie van meer dan 58.000 werken. De opening vond plaats op 20 september 2009 door de Belgische prinses Mathilde en de Nederlandse prinses Máxima.
M Leuven was de laureaat van de museum- en publieksprijs van de Vlaamse MuseumPrijs 2011.

## Toelichting
M Leuven is gedeeltelijk ondergebracht op de site van het vroegere stedelijk museum Vander Kelen-Mertens, in het centrum van Leuven. De museumsite van Belgisch architect Stéphane Beel integreert historische elementen en een strakke hedendaagse architectuur rondom een binnentuin. De ontwerper kreeg de opdracht om de nieuwbouwelementen te integreren in de bestaande gebouwen, pleinen en kunstwerken. Balkvormige volumes leveren samen met de oude gebouwen en kunstwerken een afwisselend tentoonstellingsparcours op. De totale oppervlakte van het museum bedraagt 13.500 vierkante meter.
In het museum zijn naast de tentoonstellingsruimtes ook een museumcafé en -shop, het auditorium, het kinderatelier, de binnentuin en de workshopruimtes te vinden. Op verschillende plaatsen in het museum wordt een uitzicht op de stad geboden. Het museum heeft een dakterras.
Elke zomer sinds 2010 organiseert het museum, samen met het muziekcentrum Het Depot eind juli of begin augustus het vierdaags muziek- en kunstenfestival M-idzomer.

## Vaste collectie en tentoonstellingen
De historische collectie van M Leuven heeft als ankerpunten schilderijen uit de late gotiek (15de en 16de eeuw) en een 19de-eeuwse beeldencollectie. De M-collectie bevat topstukken van Dieric Bouts, Rogier van der Weyden, Constantin Meunier, Jef Lambeaux en andere. De collectie behelst schilder- en beeldhouwkunst, fotografie, video, film en architectuur. Het museum biedt het hele jaar door veel activiteiten zoals gezinszondagen, kinderateliers, rondleidingen, lezingen en boekpresentaties, als omkadering van het tentoonstellingsaanbod.

### Vaste collectie
De vaste collectie, bestaande uit kunstproductie van Leuven en Brabant van de middeleeuwen tot de 19de eeuw, vertelt het verhaal van de stad gezien vanuit de kunsten. Men stelt grafisch werk van Anto Carte, James Ensor en Eugène Laermans tentoon. Daarbij staan in de gerestaureerde woning Vander Kelen de toegepaste kunsten centraal in een aantal stijlkamers.
De opstelling werpt een licht op enkele aandachttrekkers, zoals monumentale atelierplaasters van Constantin Meunier, een albasten retabel uit 1610 uit de Sint-Annakapel van het Heverleese Celestijnenklooster en het ontwerp voor de nooit gerealiseerde torens van de Sint-Pieterskerk op perkament. De vaste collectie telt 58.000 stukken.

### Tentoonstellingen
Naast de vaste collectie presenteert M Leuven tijdelijke tentoonstellingen van zowel oude meesters als hedendaagse kunstenaars. Omvangrijke tentoonstellingen van Belgische en internationale beeldende kunstenaars worden gecombineerd met meer experimentele projecten door jong talent.
Het museum ging op 20 september 2009 van start met een retrospectieve van Rogier van der Weyden en een tentoonstelling van werken van Jan Vercruysse. Sindsdien zijn er tentoonstellingen geweest over onder meer de Bijbel van Anjou en Jan Rombouts. Verder hebben onder meer Angus Fairhurst, Charles Burns, Dirk Braeckman, Patrick Van Caeckenbergh, Sol LeWitt, Roe Ethridge, Sarah Morris en Aglaia Konrad hun hedendaagse kunst in M tentoongesteld.
In 2013 organiseerde het museum een tentoonstelling over Michiel Coxcie (1499-1592), die door zijn tijdgenoten 'de Vlaamse Rafaël' werd genoemd, wat illustreert hoe hoog ze zijn talent inschatten. Coxcie was een van de meest invloedrijke schilders van de zestiende eeuw.
In het najaar 2016 stond een grote expo onder de noemer 'Op zoek naar Utopia' gepland, over het boek Utopia van de Engelse humanist Thomas More, dat 500 jaar geleden in Leuven werd gepubliceerd.

### Man van Smarten
In januari 2020 werd bekend gemaakt dat Leuven en het museum een schilderij van Dieric Bouts had aangekocht bij Christie's in New York. Het gaat om de Man van smarten uit de 15de eeuw waarvoor de stad 126.000 euro betaalde. Het schilderij dateert uit circa 1470, een periode waarin Bouts in Leuven woonde en werkte.